# Nuoto artistico ai campionati europei di nuoto 2022 - Programma libero duo misto
La competizione di duo misto programma libero di nuoto artistico ai Campionati europei di nuoto 2022 si è disputata il 13 agosto 2022 presso il Foro Italico di Roma, in Italia.

## Risultati
La finale si è svolta alle ore 16:05.
| Pos     | Sincronetti | Nazione                            | Punti   |
| ------- | ----------- | ---------------------------------- | ------- |
| Oro     | Italia      | Giorgio Minisini Lucrezia Ruggiero | 89.7333 |
| Argento | Spagna      | Emma García Pau Ribes              | 84.7667 |
| Bronzo  | Slovacchia  | Jozef Solymosy Silvia Solymosyová  | 77.0333 |
| 4       | Germania    | Frithjof Seidel Michelle Zimmer    | 74.7667 |
| 5       | Belgio      | Renaud Barral Lisa Ingenito        | 73.7333 |